# Gymnelus barsukovi
Gymnelus barsukovi es una especie de pez de la familia de los Zoarcidae en el orden de los perciformes.

## Morfología
- Los machos pueden llegar a alcanzar los 24,3 cm de longitud total
- Número de vértebras: 95-101.[1][2]

## Hábitat
Es un pez mar y de clima polar que vive entre 0-51 m.

## Distribución geográfica
Se encuentra en el Océano Ártico: Canadá, Rusia y los Estados Unidos.

## Observaciones
Es inofensivo para los humanos. 